# 膜叶荆芥
膜叶荆芥（学名：Nepeta membranifolia）为唇形科荆芥属下的一个种。

## 扩展阅读
- 維基物種上的相關：膜叶荆芥